# Histoire du musée d'Archéologie nationale
L'histoire du musée d'Archéologie nationale débute dans la seconde moitié du XIXe siècle. 
Depuis sa création, le musée changea de nom à plusieurs reprises pour devenir en 2009 le Musée d'Archéologie nationale et domaine national de Saint-Germain-en-Laye.

## Napoléon III et la genèse du projet

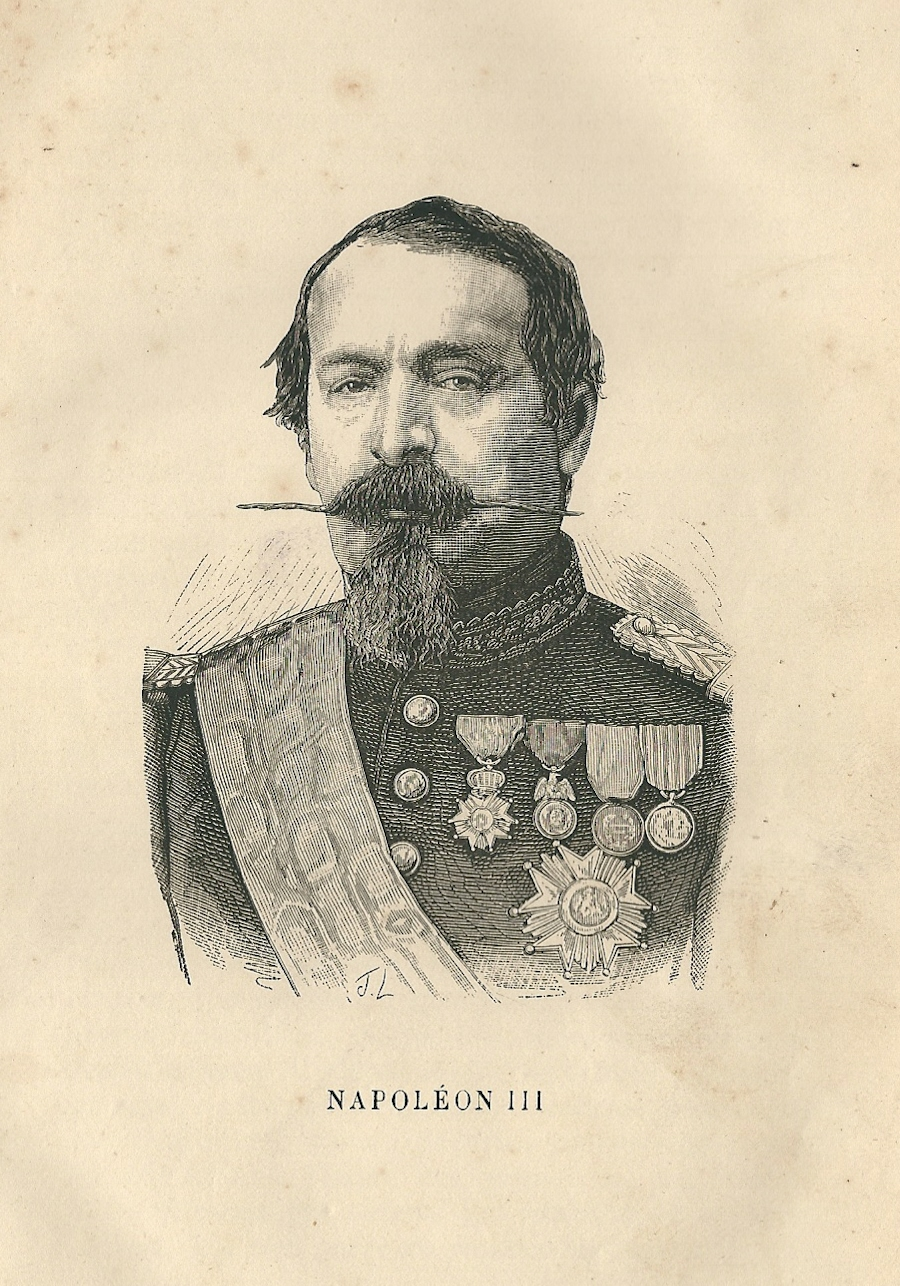
Napoléon III - Gravure

Napoléon III est un passionné d'histoire et d'archéologie. Il a pour projet d'écrire une biographie monumentale de Jules César. Pour construire cette biographie, il charge la Commission de topographie des Gaules de trouver les traces de la conquête romaine sur le territoire national, notamment à Alésia et à Gergovie. Le choix du lieu de conservation pour ces témoignages archéologiques se fixe sur le château de Saint-Germain-en-Laye, qui fait dès lors l'objet d'une restauration sous la direction d'Eugène Millet, élève de Viollet-le-Duc.
Si la priorité est donnée aux périodes celtiques et gallo-romaine, le champ s'élargit aux « antiquités provenant les débris de civilisations qui se sont succédées [sic] sur le sol de la Gaule, depuis les temps les plus reculés jusqu'au siècle de Charlemagne, ainsi que tous les documents d'origine étrangère qui pourront servir à éclairer la partie de l'histoire de notre pays comprise entre ces limites de temps.» Le 8 mars 1862, Napoléon III signe le décret de création du Musée Gallo-Romain.
En 1864, l'officier Verchère de Reffye, particulièrement impliqué dans la création du musée, propose à l'Empereur un projet de musée historique visant à « fournir à l'historien les documents précis sur la vie de nos Pères ; c'est d'inviter l'industriel au secret des anciennes fabrications, de faire connaître à l'artiste comment l'art s'est modifié, [...].». Une commission consultative pour l'organisation du musée est créée début 1866. Cette commission réunit une quinzaine de personnalités scientifiques parmi lesquelles se trouvent de nombreux membres de la Commission de topographie des Gaules. Le 11 avril 1866, la commission consultative rend un rapport dans lequel elle définit précisément les axes du projet, l'organisation des espaces du musée et un budget estimatif. Le musée se concrétise.
Napoléon III et le comte de Niewerkerke, chargé des musées impériaux, suivent de très près l'avancée du chantier. C'est alors sous une pluie torrentielle que Napoléon III inaugure, le 12 mai 1867, le Musée Gallo-Romain, et ce, alors que l'Exposition universelle bat son plein à Paris. Sept salles sont ouvertes au public. Dès les premiers jours, c'est 1 500 visiteurs qui se pressent aux portes du musée.

## Le musée des antiquités auXXesiècle

### L'Occupation
Jusque dans les années 1920, le musée connaît une expansion notable et passe de 25 salles d'exposition en 1887 à 43 en 1926,. C'est d'ailleurs à cet endroit que fut signé le traité de Saint-Germain de 1919. Néanmoins à partir des années 1930, le contexte  de la crise et des tensions internationales se ressent particulièrement au musée. Dès 1936, des notes de la direction du musée établissent des plans d'urgence pour sauver des œuvres, incluant une liste de pièces importantes, des achats et aménagements à prévoir pour réaliser une évacuation. 
L'architecte Jean Hulot est même mandaté pour prévoir des aménagements à cet effet. Il conclut d'ailleurs avec Raymond Lantier qu'on ne peut pas faire grand chose pour protéger le musée, à l'exception de la mise en place de protections en sacs de sable. Les caves sont prévues dès lors pour être des refuges pour le personnel : leurs voûtes font en effet 2,70 mètres d'épaisseur, et on peut même y installer un poste de secours. Des masques à gaz rejoignent l'inventaire de l'équipement destiné au personnel. Le lieu de destination des œuvres les plus importantes est débattu, mais on s'arrête alors sur l'idée de les mettre dans les caves de la Banque de France. On fabrique donc de nombreuses caisses de bois pour prévoir le transport. Les rapports de l'époque concluent qu'il faudrait 12 grands camions pour évacuer les objets, 10 vers la province, 2 vers Paris, cependant ces camions prévus seront réquisitionnés par l'armée dès 1938. Si les accords de Munich apaisent un temps les tensions, le 24 août 1939, la direction appelle le musée pour prévenir que les musées nationaux fermeront le lendemain, et doivent être évacués. Une partie des collections part pour Chambord, ou pour Cheverny. 
Le 11 juin 1940, un poste militaire est établi dans la loge du concierge. Le personnel du musée est alors extrêmement réduit. Dès le 24 juin 1940, le musée est occupé par les troupes allemandes. Commencent alors quatre années de lutte pendant lesquelles Raymond Lantier essaye par tous les moyens de contenir la présence allemande au château et dans les réserves du musée. La salle d'exposition I est cependant convertie en salle de réunion pour les autorités allemandes d’Île-de-France. Au gré des exercices de tir menés dans les douves, et des réquisitions de salles, le musée est progressivement occupé par les troupes du Reich. Le château souffre dès 1942 des bombardements, notamment celui du pont du Pecq, et voit ses vitraux en partie soufflés. Avec le débarquement allié et la libération de la France, les événements se précipitent. Le 26 août 1944 le drapeau français est hissé sur la porte du château et sur l'une des tours. Durant ces années d'occupation et de relative léthargie, le musée avait réduit son régime d'activité, mais acquis quelques objets. Les pièces et collections reviennent progressivement après la fin de la guerre, et le musée rouvre le 2 octobre 1945. Il faudra attendre le 15 mars 1946 pour que le rapatriement s'achève. Le musée sort ainsi de la guerre relativement épargné.

### Années 1960: la restauration Malraux
La présentation des salles du musée avait peu évolué avant 1900, et apparaissait vétuste et inadaptée aux nouvelles exigences du public après la Seconde Guerre mondiale. C'est dans ce contexte qu'intervient André Malraux, ministre des Affaires culturelles de 1959 à 1969, passionné d'archéologie. Le musée fait donc l'objet d'un vaste et ambitieux programme de rénovation, dès 1961, sous sa direction ainsi que celle de René Joffroy (conservateur puis directeur en 1957 et 1984). D'autres experts participent à ce programme : Paul-Marie Duval, Claude Poinssot, Pierre Quoniam.
Le parcours muséographique est refondé : de quatre niveaux il n'en occupe plus que deux, l'entresol et le premier étage. Le nombre de salles est ramené à 19 : le rez-de-chaussée est dévolu aux espaces d'accueil, les anciennes salles du deuxième et dernier étage deviennent des réserves. Les moulages disparaissent des espaces d'exposition et sont mis en réserve. La collection exposée est limitée à 30 000 objets, mettant fin à la muséographie encyclopédique et foisonnante précédente. L'architecte André Hermant prend le parti de calmer l'étrange décor du château, en dissimulant une grande partie des restaurations de Millet, en occultant une partie des fenêtres. Ce nouveau musée est visité par Charles de Gaulle le 25 mars 1965, et est inauguré par André Malraux le 9 avril de la même année. Les rénovations suivent ensuite leur cours, se concentrant sur l'entresol et permettant l'ouverture des salles sur le Deuxième âge du Fer en 1971, celles sur le Premier âge du Fer, l'âge du Bronze, et le Néolithique en 1973. Deux conservateurs successifs sont alors à la manœuvre, Jean-Pierre Mohen et Alain Duval, qui seront chacun directeur du musée de 1987 à 1992 pour le premier, et de 1992 à 1996 pour le second. Les salles du Paléolithique sont inaugurées en 1976 sous la férule d'Henri Delporte (conservateur depuis 1966, puis directeur de 1984 à 1987). L'ensemble de ce nouveau programme muséographique est parachevé en 1984 avec l'ouverture de la salle d'Archéologie comparée, installée dans la plus grande salle du château, la salle de Mars.

## Le musée d'Archéologie nationale auXXIesiècle
Le château fit ensuite l'objet de nouvelles campagnes de restauration : les façades de la cour entre 1998 et 2000, ayant permis de restituer les appareillages de briques en trompe-l'œil sur les parties basses. Depuis 1999, ce sont les salles de l'entresol qui ont été restaurées de même, en attendant une ultérieure restructuration complète du musée. Toutes les salles du Paléolithique à l'âge du Fer ont d'ores et déjà été rénovées au cours d'une campagne qui a pris fin en 2006. On notera aussi le projet de construction d'une réserve de proximité pour le musée, afin d'accroître la surface des salles d'exposition de 1 800 m2. Le musée a aussi fait l'objet d'un important programme de modernisation de sa structure au cours des années 2001-2003.
En 2009, le musée d'Archéologie nationale et le Domaine de Saint-Germain-en-Laye ont été réunis sous la forme d'un SCN (service à compétence nationale). Nous pouvons ainsi parler d'une institution constituée d'un musée, d'un château et de jardins. 

## Liste des directeurs
- Claude Rossignol (1862-1866)
- Alexandre Bertrand (1866-1902)
- Salomon Reinach (1902-1932)
- Raymond Lantier (1932-1956)
- André Varagnac (1956-1964)
- René Joffroy (1964-1984)
- Henri Delporte (1984-1987)
- Jean-Pierre Mohen (1987-1992)
- Alain Duval (1992-1996)
- Patrick Périn (1996-2012)
- Hilaire Multon (2012-2021)
- Rose-Marie Mousseaux (2021-)